# Борозенське
Боро́зенське — село в Україні, адміністративний центр Борозенської сільської громади Бериславського району Херсонської області. Населення становить 2024 осіб.

## Населення

### Мовний склад
Рідна мова населення за даними перепису 2001 року:
| Мова       | Чисельність, осіб | Доля     |
| ---------- | ----------------- | -------- |
| Українська | 1 900             | 93,87 %  |
| Російська  | 108               | 5,34 %   |
| Інше       | 16                | 0,79 %   |
| Разом      | 2 024             | 100,00 % |

## Історія
12 червня 2020 року, відповідно до Розпорядження Кабінету Міністрів України від № 726-р «Про визначення адміністративних центрів та затвердження територій територіальних громад Херсонської області», увійшло до складу  Борозенської сільської громади.
19 липня 2020 року, в результаті адміністративно-територіальної реформи та ліквідації  Великоолександрівського району увійшло до складу Бериславського району.

## Російське вторгнення в Україну (з 2022)
В березні 2022 року село було захоплене російськими окупантами.
10 листопада, після 9 місяців окупації, Борозенське було визволене з-під окупації Збройними силами України в ході контрнаступу в Херсонській області.

## Уродженці
- Бодяк Андрій Олександрович (1974—2015) — солдат Збройних сил України, учасник російсько-української війни[7].
- Бодяк Максим Андрійович (2003—2023) — молодший сержант Збройних сил України. Учасник російсько-української війни.
- Васко Владислав Миколайович (1998-2023)-сержант Збройних сил України. Учасник російсько-української війни.